# Ескадрені міноносці типу «Асасіо»
Ескадрені міноносці типу «Асасіо» (яп. 朝潮型駆逐艦, Asashio-gata kuchikukann) — ескадрені міноносці Імперського флоту Японії періоду Другої світової війни.

## Історія створення
Ескадрені міноносці японського флоту типу «Фубукі» на момент появи були серед кращих у світі. Але в процесі їх експлуатації виявились певні проблеми з масою та остійністю. Ці проблеми розв'язали, коли будували есмінці типу «Сірацую», але шляхом зниження швидкості та вогневої потужності.
У цій ситуації генеральний штаб флоту вирішив розробити нові есмінці, які б не мали усіх цих недоліків. Зробити це можна було лише шляхом збільшення водотоннажності, що порушувало б умови Лондонського морського договору 1930 року. Але Японія негласно відмовилась від дотримання його вимог, тому конструктори не зважали на жодні обмеження.

## Конструкція
Нові кораблі мали таке ж озброєння, що й есмінці типу «Фубукі» — шість 127-мм/50 гармат «Тип 3», які розміщувались попарно у трьох баштах. Для покращення остійності ширина корпуса була збільшена. Нова силова установка потужністю 50 000 к.с. забезпечувала швидкість у 35 вузлів.
Торпедне озброєння було таке ж, як на есмінцях типу «Сірацую» — вісім 610-мм торпедних апаратів, які мали по вісім запасних торпед. Зенітне ж озброєння істотно посилили — вперше встановили нові 25-мм зенітні автомати.
Проте при експлуатації нових кораблів були виявлені два серйозні недоліки. Перший з них — погана маневреність та великий радіус циркуляції. Причиною цього була неефективна конструкція стерна. Для усунення цього недоліку в 1941 році форму корми дещо змінили, що крім усього дало незначне збільшення швидкості.
Другим серйозним недоліком були проблеми з турбінами — в них відбувалось руйнування лопаток роторів. Розв'язати цю проблему так і не вдалось.
У 1943—1944 роках на вцілілих есмінцях демонтували одну з артилерійських установок, замість неї встановили додаткові зенітні автомати. Спочатку їхню кількість довели до 15, а у 1944 році — до 28.
Також довелось забрати додаткові торпеди. Водотоннажність зросла до 2000 тонн, а швидкість знизилась до 29 вузлів.
Крім того, на кораблях встановили 4 бомбомети і 36 глибинних бомб.

## Представники
| Назва    | Верф                       | Закладений            | Спущений на воду       | Вступив у стрій      | Доля                                                               |
| -------- | -------------------------- | --------------------- | ---------------------- | -------------------- | ------------------------------------------------------------------ |
| Асасіо   | Верф ВМФ у Сасебо          | 7 вересня 1935 року   | 16 грудня 1936 року    | 31 серпня 1937 року  | Потоплений 3 березня 1943 року в битві у морі Бісмарка             |
| Осіо     | Верф ВМФ у Майдзуру        | 5 серпня 1936 року    | 19 квітня 1937 року    | 31 жовтня 1937 року  | Потоплений 20 лютого 1943 року на шляху від архіпелагу Бісмарка    |
| Мітісіо  | Верф «Фуджінагата» в Осаці | 5 листопада 1935 року | 15 березня 1937 року   | 31 жовтня 1937 року  | Потоплений 25 жовтня 1944 року під час бою у протоці Сурігао       |
| Арасіо   | Верф «Кавасакі» в Кобе     | 1 жовтня 1935 року    | 26 травня 1937 року    | 30 грудня 1937 року  | Потоплений 4 березня 1943 року в битві у морі Бісмарка             |
| Асагумо  | Верф «Кавасакі» в Кобе     | 23 грудня 1936 року   | 5 листопада 1937 року  | 30 березня 1938 року | Потоплений 26 жовтня 1944 року під час бою у протоці Сурігао       |
| Ямагумо  | Верф «Фуджінагата» в Осаці | 4 листопада 1936 року | 24 липня 1937 року     | 15 січня 1938 року   | Потоплений 25 жовтня 1944 року під час бою у протоці Сурігао       |
| Нацугумо | Верф ВМФ в Сасебо          | 1 липня 1936 року     | 26 травня 1937 року    | 10 лютого 1938 року  | Потоплений 12 жовтня 1942 року на шляху від Гуадалканалу           |
| Мінегумо | Верф «Фуджінагата» в Осаці | 22 березня 1937 року  | 4 листопада 1937 року  | 4 квітня 1938 року   | Потоплений 5 березня 1943 року в бою у протоці Блеккет             |
| Араре    | Верф ВМФ в Майдзуру        | 5 березня 1937 року   | 16 листопада 1937 року | 15 квітня 1939 року  | Потоплений 5 липня 1942 року біля острова Киска                    |
| Касумі   | Верф «Uraga Dock»          | 1 грудня 1936 року    | 18 листопада 1937 року | 28 червня 1939 року  | Потоплений 7 квітня 1945 під час останнього походу лінкора «Ямато» |